# 에스테르하지궁 (터터)

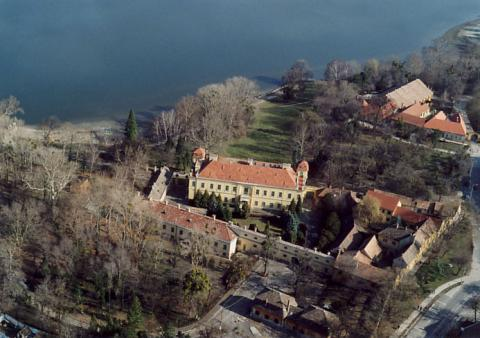
에스테르하지궁

에스테르하지궁(헝가리어: Esterházy-kastély)은 헝가리 코마롬에스테르곰주 터터에 있는 궁전으로, 오레그호 호숫가에 위치하고 있다.
1760년대 초, 미클로스 에스테르하지 백작 (1711~1764)은 야카브 펠너에게 궁전을 철거하고 그 자리에 대규모 새 궁전을 위한 계획을 준비하도록 의뢰했다. 네 가지 버전으로 개발된 계획은 에스테르하지 백작의 사망과 자금 부족으로 부분적으로 유예되었다. 궁전은 1776년에 현재의 형태가 되었다.